# Osiedle Zielony Taras

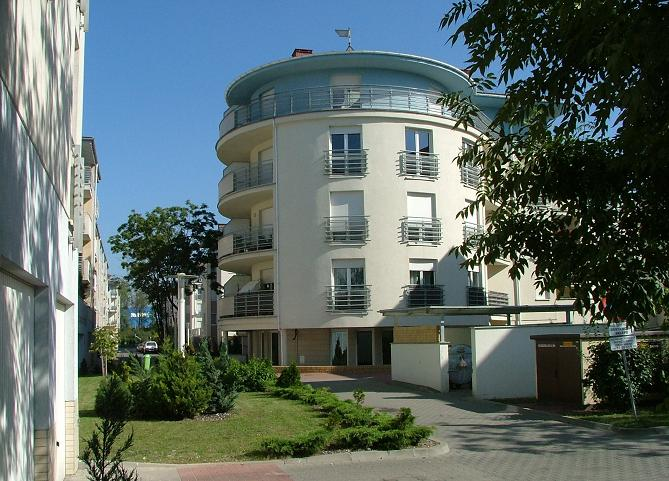
Wnętrze osiedla

Osiedle Zielony Taras – osiedle mieszkaniowe przy ul. Milczańskiej, na Łacinie, na obszarze jednostki pomocniczej miasta Osiedle Rataje, w Poznaniu. Część zabudowy zaprojektowana została przez Jerzego Gurawskiego, Rafała Lisiaka i Przemysława Cieślaka. Osiedle Zielony Taras graniczy z osiedlami: Oświecenia, Lecha i Polanką.

## Zabudowa
Zabudowę osiedla stanowi 15 budynków mieszkalnych (wielorodzinnych) o numerach od 12 do 18, stanowiących część ulicy Milczańskiej.

## Zabytki
W pobliżu osiedla (ul. Milczańska 2) stoją pozostałości zabytkowego, murowanego wiatraka holenderskiego z około 1910.

## Komunikacja
Dojazd zapewniają tramwaje MPK Poznań, podążające Trasą Kórnicką – linie 3, 16, 17, 18 i 201 (przystanek Łacina).